# Coaxana
Coaxana es un género de plantas herbáceas perteneciente a la familia de las apiáceas.  Comprende 3 especies descritas y de estas, solo 2 aceptadas. Es originario del Sur de México a Guatemala y Honduras.

## Descripción
Son hierbas perennes, delgadas, erectas, caulescentes, ramificadas, glabras a escabriúsculas y glaucas, los tallos leñosos en la base. Hojas pecioladas, membranáceas, ternado- o pinnado-compuestas, con folíolos grandes, espinuloso-serrados y algo incisos, más pálidos y fuertemente reticulados en el envés; pecíolos envainadores, las vainas infladas. Inflorescencia de umbelas laxas, compuestas; pedúnculos terminales y laterales; involucro generalmente ausente; radios numerosos, delgados, patente-ascendentes; involucelo de bractéolas conspicuas, dentadas, sobrepasando las flores y los frutos o ausente; pedicelos delgados a obsoletos, patente-ascendentes. Dientes del cáliz ausentes; pétalos ovados, purpúreos, con un ápice inflexo más angosto; estilos delgados, el estilopodio cónico. Frutos oblongo-ovoides a ovoides, lateralmente comprimidos, glabros; mericarpos subteretes; carpóforo 2-partido; costillas 5, 1 o 2 dorsales y 2 laterales de cada mericarpo visiblemente de alas delgadas; vitas varias en los intervalos y en la comisura; semilla comprimida por debajo de los intervalos, la cara cóncava a sulcada.

## Taxonomía
El género fue descrito por J.M.Coult. & Rose y publicado en Contributions from the United States National Herbarium 3(5): 297, pl. 5. 1895. La especie tipo es: Coaxana purpurea J.M.Coult. & Rose	

## Especies
A continuación se brinda un listado de las especies del género Coaxana aceptadas hasta septiembre de 2012, ordenadas alfabéticamente. Para cada una se indica el nombre binomial seguido del autor, abreviado según las convenciones y usos.
- Coaxana bambusioides Mathias & Constance
- Coaxana purpurea J.M.Coult. & Rose